# Neosybra albomarmorata
Neosybra albomarmorata är en skalbaggsart som beskrevs av Stefan von Breuning 1961. Neosybra albomarmorata ingår i släktet Neosybra och familjen långhorningar. Inga underarter finns listade i Catalogue of Life.